# Samuel af Söderling
Samuel af Söderling, före adlandet 1773 Söderling, född 28 oktober 1728 i Stockholm, död 5 maj 1798 på Gripenbergs slott i Säby socken, Småland, var en svensk ämbetsman.

## Biografi
Samuel af Söderling var son till kommissarien i Riksens ständers bank Jonas Söderling och Christina Ljungberger. Han blev extraordinarie tjänsteman i Riksens ständers bank 1737 och avancerade där till penningräknare, kontorsskrivare, bokhållare, kamrer och bankokommissarie. 1761–1776 var han kommissarie i bankens bokslutskontor. Han erhöll kommerseråds titel och adlades 1773. Sin mest betydande insats gjorde af Söderling som ledare för bankens finans- och växeloperationer från 1766 till myntrealisationen 1777. Han lyckades tidvis kontrollera myntkursen, bland annat genom att låta växeloperationskassan konkurrera med lånebanken i utlåning. Den 1766 planerade sedelrealisationen lyckades man dock ej genomföra. Med Gustav III:s statskupp blev situationen förändrad. I en av kungen för uppgörande av en myntrealisationsplan 1772 tillsatt kommission hävdade af Söderling som sin åsikt att en sådan ej kunde äga rum förrän efter flera år, medan Johan Liljencrantz reserverade sig under förevändning att en sådan kunde genomdrivas vid en tidigare tidpunkt. Från denna tid uppkom en tydlig motsättning mellan riksbanken och kungen, som alltmer kom under Liljencrantz inflytande. Söderling, som ofta stod i opposition till Liljencrantz i fråga om kurspolitiken och var principiell motståndare till 1777 års myntrealisation. Efter sitt avsked från banken 1776 fortsatte af Söderling på kungens särskilda begäran under 1777 kreditgivningen för att mildra stöten av den samma år påbörjade sedelindragningen. Han erhöll 1768 bankens jubelmedalj i guld. Som bankens "växelryttare" hade af Söderling en oerhörd ekonomisk makt och gick 1772 ej helt fri från misstankar att ha missbrukat sin ställning till egen fördel. Några bevis på detta framkom inte åt bankoutskottet beviljade honom i september 1772 formlig ansvarsfrihet för hans befattning med växelhandeln och tillerkände honom en penningbelöning om 1 500 riksdaler specie. Han dog på Gripenbergs slott, som han köpt 1770 och 1797 gjort till fideikommiss för sin dotterson August Söderling Hermelin. Han efterlämnade tillgångar till ett värde av 192 000 riksdaler banko.